# 乌日古布力格
乌日古布力格，位于中华人民共和国内蒙古自治区中部的一条干河，根据《中国河湖大典·西北诸河卷》中的坐标位置及描述，乌日古布力格发源于乌兰察布市四子王旗白音朝克图镇三股羊房子东南，蜿蜒向北流，于夏尔德尔斯（沙尔得尔寺）折向东北流，流经锡林郭勒盟苏尼特右旗朱日和訓練基地，于柴达木以北汇入查干淖尔。河长95.3千米，集水面积1708.99平方千米，河道平均比降3.80‰。全河大部分为干河，只有汛期大洪水时有水汇入查干淖尔。
在2021年四子王旗人民政府发布河湖管理范围划定成果的公告中，划定的横格勒浑迪的河道实际上即为《中国河湖大典·西北诸河卷》描述的乌日古布力格。在2021年苏尼特右旗发布的主要河湖管理范围未包括乌日古布力格或横格勒浑迪，但划定了尾闾湖查干淖尔的管理范围，在图斑中称为查干淖尔1#湖泊。